# Slováci
Slováci jsou západoslovanský národ, tvořící většinu obyvatel Slovenské republiky. Početné menšiny se nacházejí i v USA, Kanadě, Česku, Vojvodině (součást Srbska), Maďarsku a v dalších zemích. Jejich jazykem je slovenština.

## Vznik slovenské národní identity
Nejstarší doklady použití slova „Slovák“ s národním významem jsou z 15. století, v naprosté většině ovšem s významem Slovan. Jako nejstarší doklad je uváděn Slovník Velešínův, kde je tímto slovem překládán latinský výraz sclavus. Hojné doklady z 15. století pro Slovák a Slováček jsou jména osob z různých krajů Čech. Ve významu „Slované“ se slovo „Slováci“ hojně vyskytuje od 16. století až do začátku 19. století v Čechách, na Slovensku ojediněle i později, například u Hurbana Vajanského a Hviezdoslava. V nejstarších dokladech, v nichž lze tušit označení obyvatel slovenského území, se dnešní Slovaci nazývají „Slované“: například „slovyenyn sclavus“ v Prešpurském slovníku. Slovanští i neslovanští spisovatelé uherského původu je od 17. století do konce 18. století nazývají „Slavi (a Bohemi)“, „Slavi seu Bohoemi“, „Hungaro-Slavoni“, „Bohemo-Slavi“, „Bohoemi Slavi“, „Slavi Bohemi“, „böhmische Slaven“.
Z období přelomu 15. a 16. století jsou však v české literatuře i tři doklady, kde „Slováci“ znamenají asi i dnešní Slováky. Podle mínění Alberta Pražáka se však tento název ustálil až za Bernoláka. Bohuslav Havránek si však myslel, že název „Slováci“ ve významu kmenovém byl nepřetržitě znám a ustaloval se již dříve, a polemizuje tak s Pražákovým názorem, že výraz Slovák začíná v 16. století výhradním názvem pro všechny Slovany. V 17. století je doloženo označení „Schlowaken“ pro obyvatele Trnavska a také Komenský mluví o území slovenském „v Slovácích, do Slovák“, tak jako se v češtině vůbec nazývaly kraje podle obyvatel.
Slovenské území netvořilo od začátku 12. století správní celek. Obvykle se nazývala Hungaria superior (Horní Uhry), Pannonia, Superior Pannonia, někdy i Sclavonia, Sklavonia, Windenland, Windishenland (přeložitelné jako Slovensko, slovenská země, nebo taky Slovansko, slovanská země). Za první doložený výraz ve tvaru "Slovensko" se považuje žádost broumovského panství z roku 1675, adresované hejtmanovi kraje v Uherském Hradišti. Tam stojí: ...aby místa a chotary od Slovenska jsouci, pfehlédnuté byly.
Pro Slováky (Semian, Krman i Palkovič) Slovensko nebo Slovansko znamenalo Slavonii. Kolísání mezi slovy Slovensko a Slovansko a mezi užším významem (Horní Uhry) a širším (všechny slovanské země) odstranili až Štúrovci.
Řeč podtatranských obyvatel se nazývala nejčastěji lingua slavonica, slovenská (slovanská), jindy také bohemica, česká, česká nebo slovanská, slovenská nebo česká (windisch, slowakisch, böhmisch) atp. Mezi těmito názvy nebylo významového rozdílu. Slovenskou řečí psali své knihy české, někdy trochu poslovenštěné, a českou řeč nazývali svou vlastní řečí mateřinskou — v trnavském tisku charvatském z roku 1694 „vu Česke Ternave“, Albert Pražák uvádí i nesčetné další příklady.
Ve starém českém jazyce byla slova slovenský, slovanský a český synonymy. Český jazyk je nazýván od Kosmasa počínaje lingua sclavonica, slovenský, slovanský, český a slovanský až do 18. století. Od konce 18. století a ještě na začátku 19. století u Čechů a Slováků slovenský znamená to, co dnešní slovanský. Slovenský a slovanský byla synonyma, stejně jako byla synonymy obyvatelská jména jako Slovák, Slověnín, Slověné, Slovan. V legendě o svatém Prokopu se výraz „slovenský“ ve významu „český“ objevuje na pravých i na interpolovaných listech: „jáz chci pověděti o dědicěvi slovenském, číš o Prokopovi svatém, jenž sě jest v Čechách narodil“, „Svatý Prokop jest slovenského roda nedaleko ot Českého Broda“.
Složená slova typu „československý“ vznikala zvláště hojně na začátku 19. století a zejména na Slovensku, aby (pod vlivem latinských názvů) označovala jednotu. Čechoslovan je doložen v Počátcích českého básnictví z roku 1818, slovo Československo utvořil Jozef Miloslav Hurban pro Čechy, Moravu, Slezsko a Slovensko roku 1839. První stopu myšlenky na odluku slovenštiny od češtiny našel Albert Pražák roku 1837 v Hurbanově dopise Gajovi, rozhodnutí klade do počátku roku 1843, přičemž za hlavní považuje pohnutku politickou, nikoliv filologickou: Štúr chtěl osamostatněním slovenštiny dokázat Maďarům, že se nespojuje politicky s Čechy k vlastizrádným cílům, že je tedy domorodý vlastenec a že smí pro svůj lid žádat v Uhrách politická práva, zároveň s účelem získat účinnou a přípustnou zbraň proti maďarizaci, zároveň je v tomto kroku hledáno i zaměření proti česky orientovaným luteránům.

## Charakteristika

### Jazyk
Slováci hovoří slovenštinou, západoslovanským jazykem, kterým na celém světě mluví přibližně 5,6 milionu lidí. Jde o flektivní jazyk s bohatým systémem skloňování a časování. K písemným záznamům používá latinku rozšířenou o znaky s diakritikou. Pro výslovnost je typický pevný přízvuk na první slabice, opozice délky samohlásek, četné dvojhlásky a výrazné palatalizované souhlásky. Slovenština je úředním jazykem Slovenska i Evropské unie a je vzájemně srozumitelná především s češtinou a lužickou srbštinou.

### Genetika
Dle údajů Slovenské Y-DNA databáze (Genebáze), která ke dni 13. července 2025 zahrnovala celkem 271 vzorků slovenských mužů, bylo zastoupení hlavních haploskupin následující: R-M420 54,6 %, R-M343 24,0 %, I-P215 21,0 %, I-M253 8,9 %, J-M304 7,4 %, E-M96 5,2 %, N-M231 4,1 %, G-M201 1,8 %, Q-M242 1,1 % a T-M184 0,4 %.
Dle údajů z největší světové Y-DNA databáze společnosti FamilyTreeDNA, která ke stejnému datu zahrnovala celkem 921 vzorků mužů, kteří jako místo původu svého nejstaršího známého otcovského předka uvádějí území dnešní Slovenské republiky, bylo zastoupení jednotlivých haploskupin následující: R-M420 35,3 %, R-M343 14,4 %, I-P215 13,7 %, J-M304 10,9 %, E-M96 8,9 %, I-M253 5,3 %, G-M201 4,6 %, N-M231 2,9 %, T-M184 1,4 %, R-M479 0,9 %, H-L901 0,4 %, C-M216 0,3 %, přičemž Q-M242 a L-M20 byly zastoupeny shodně 0,1 %.

## Osobnosti

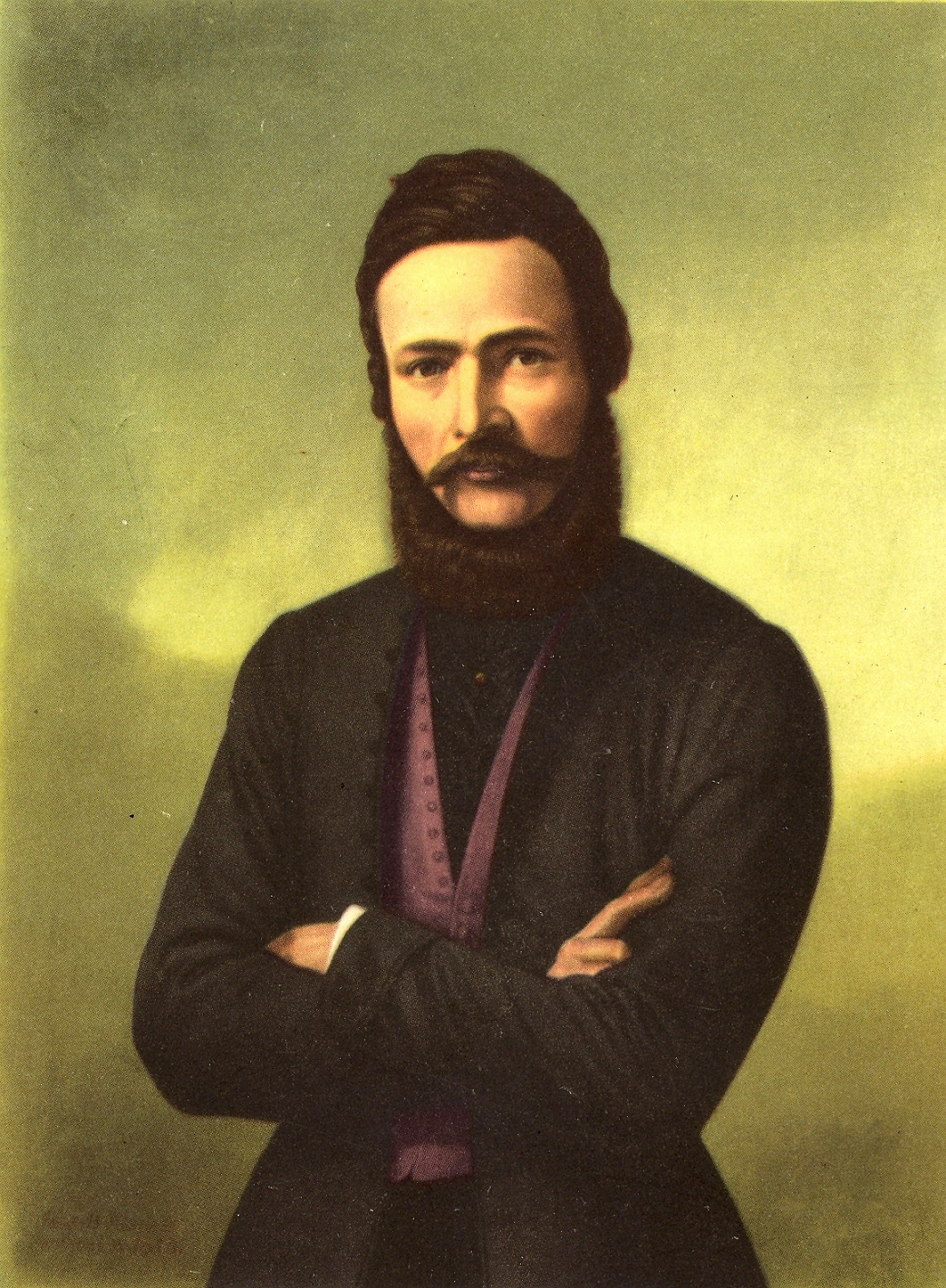
Ľudovít Štúr – hlavní představitel Slovenského národního obrození v 19. století

Ve 13. století stál na pokraji královské moci Matúš Čák Trenčanský. V 19. století se zdvihlo hnutí slovenského národního obrození, jehož klíčovými představiteli byli Anton Bernolák a Ľudovít Štúr. Významnou postavou revoluce roku 1848 byl Jozef Miloslav Hurban. Milan Rastislav Štefánik stál u zrodu Československé republiky roku 1918. Klíčovými pročeskoslovenskými politiky tzv. První republiky pak byli Milan Hodža (premiér 1935–1938) a Vavro Šrobár. Naopak autonomistické postoje zastával Andrej Hlinka, v jeho stopách pak šel lídr Slovenského štátu (1938–1945) Jozef Tiso. Po obnovení Československa roku 1945 byla moc znovu centralizována a slovenští politici s méně centralistickými představami byli tvrdě postiženi v 50. letech – především Vladimír Clementis, Gustáv Husák a Laco Novomeský. V 60. letech zastával dlouho funkci předsedy vlády Viliam Široký, ovšem v té době již pravomoci v této funkci byli omezené na úkor KSČ. Roku 1968 se do čela této KSČ a procesu tzv. Pražského jara postavil Slovák Alexandr Dubček, dnes nejznámější Slovák ve světě. Po porážce Pražského jara ho v této pozici vystřídal další Slovák, Gustáv Husák, který nakonec získal i post prezidenta, jakožto jediný Slovák v historii Československa. Patrně nejvlivnějším mužem v ÚV KSČ po roce 1968 byl Vasil Biľak. Představitelem slovenského disentu té doby byl Ján Čarnogurský. Po listopadové revoluci roku 1989 se do čela federální vlády postavil Marián Čalfa. Premiéry samostatné Slovenské republiky (po roce 1993) byli: Vladimír Mečiar, Jozef Moravčík, Mikuláš Dzurinda, Iveta Radičová, Robert Fico, Igor Matovič, Eduard Heger a předseda tzv. úřednické vlády nestranických odborníků Ľudovít Ódor. Prezidenty Michal Kováč, Rudolf Schuster, Ivan Gašparovič, Andrej Kiska, Zuzana Čaputová a Peter Pellegrini.
Originální všestrannou osobností 18. století byl dobrodruh a cestovatel Móric Beňovský. Slavným vojevůdcem v rakouské armádě se v té době stal Andrej Hadik, slavným zbojníkem pak Juraj Jánošík, z něhož se nakonec stal slovenský národní symbol. I ve 20. století se několik Slováků proslavilo se zbraní v ruce. Josef Gabčík s dalšími československými vojáky provedl atentát na nacistického pohlavára Reynharda Heydricha, generál Ján Golian byl vojenským velitelem Slovenského národního povstání roku 1944. Prvním slovenským kosmonautem se stal Ivan Bella.
Prvním velkým vědcem, který se dá považovat za slovenského, byl lékař Ján Jesenský. Zakladatelem moderní slovenské vzdělanosti byl osvícenec Matej Bel. Největších úspěchů dosáhl fyzik a vynálezce Aurel Stodola, který rozvinul technologii parních turbín. K rozvoji optiky výrazně přispěl Josef Maximilián Petzval. Na konstrukci padáku pracoval Štefan Banič. Průkopníkem bezdrátové telekomunikace byl Jozef Murgaš. Astronom Peter Kušnirák objevil přes 230 planetek. V Bratislavě se narodil německý nositel Nobelovy ceny za fyziku a nacistický exponent Philipp Lenard.
Nejvýznamnějšími představiteli národního obrození v oblasti literatury byli v prvé generaci spisovatelé Ján Kollár a Pavel Josef Šafařík. Ke generaci štúrovců patřili Samo Chalupka (autor známé básně Mor ho!), Janko Kráľ, Andrej Sládkovič či Janko Matúška, autor textu slovenské národní hymny Nad Tatrou sa blýska. Na jejich dílo navázal v další generaci zejména Pavol Országh Hviezdoslav. Ve 20. století se výrazně prosadil prozaik Ladislav Mňačko. V posledních letech například Milan Rúfus.
Nejznámějším výtvarným umělcem se slovenskými kořeny byl bezpochyby zakladatel pop artu Andy Warhol.
Nejvýznamnějšími slovenskými hudebními skladateli jsou Eugen Suchoň a Ján Cikker. Výrazně se prosadila i operní pěvkyně Edita Gruberová.
Ján Kadár je prvním a dosud jediným Slovákem, který získal filmovou cenu Oscar. K tzv. československé nové vlně patřil Štefan Uher. Originální vizuální výraz našel Juraj Jakubisko. V Hollywoodu se prosadil Ivan Reitman, režisér mnoha populárních komedií (Krotitelé duchů, Dvojčata, Policajt ze školky, Junior aj.)
V modelingu se prosadila Adriana Karembeu.
Pod vlajkou Československa uspěla řada slovenských sportovců. Vicemistry světa v kopané se stali Štefan Čambal, Viliam Schrojf, Ján Popluhár, Jozef Štibrányi, Adolf Scherer, Jozef Adamec, Titus Buberník, Andrej Kvašňák a Jozef Bomba. Mistry Evropy Karol Dobiaš, Jozef Čapkovič, Anton Ondruš, Ján Pivarník, Ladislav Jurkemik, Jozef Móder, Marián Masný, Koloman Gögh, Jozef Barmoš, Pavol Biroš, Ján Švehlík, Dušan Galis, Ladislav Petráš a Alexander Vencel. Také oba trenéři mistrů Evropy z roku 1976, Václav Ježek a Jozef Vengloš, byli Slováci. Slovenské rodiče měl také slavný hráč Ladislav Kubala. Zlatou olympijskou medaili získali boxeři Július Torma a Ján Zachara, cyklista Anton Tkáč, krasobruslař Ondrej Nepela, chodec Jozef Pribilinec a tenista Miloslav Mečíř. Kolektivní zlaté mají fotbalisté František Kunzo a Stanislav Seman a veslař Pavel Schmidt. Trojnásobným mistrem světa v hokeji se s československou reprezentací stal Vladimír Dzurilla, dvojnásobným Vincent Lukáč, Marián Šťastný a Peter Šťastný, jeden titul získali Igor Liba, Dušan Pašek, Dárius Rusnák, Jerguš Bača, Július Haas a Rudolf Tajcnár. V NHL se prosadil Stan Mikita. Mistrem světa v atletice se stal diskař Imrich Bugár. K významným šachistům narozeným na Slovensku patřil Richard Réti či Ignaz Kolisch.
V éře samostatného Slovenska se z fotbalistů nejvíce prosadili Peter Dubovský, Marek Hamšík, Martin Škrtel a Róbert Vittek. Titul mistrů světa v hokeji vybojovali mj. Miroslav Šatan, Peter Bondra, Žigmund Pálffy či Ján Lašák, dvě stříbra má Zdeno Chára. Trojnásobným vítězem Stanley Cupu je Marián Hossa. Tři zlaté olympijské medaile mají deblkanoisté Pavol Hochschorner a Peter Hochschorner, dvě zlaté jejich kolegové Michal Martikán a Elena Kaliská a také Ladislav Škantár a Peter Škantár vybojovali slalomářské olympijské zlato. V chůzi ho získal Matej Tóth. Dvě zlaté medaile z olympijských her vybojovala pro Slovensko též biatlonistka Anastasia Kuzminová, původem Ruska. Mistrem světa v silniční cyklistice se stal Peter Sagan. V alpském lyžování vyniká Petra Vlhová.

## Další známí Slováci

### Malířství
- Martin Benka
- Mikuláš Galanda

### Hudba
- Gabriela Beňačková
- Edita Gruberová
- Lucia Poppová
- Peter Dvorský
- Pavol Breslik
- Štefan Margita
- Jožo Ráž
- Vašo Patejdl
- Pavol Habera
- Miroslav Žbirka
- Marika Gombitová
- Peter Nagy
- Hana Hegerová
- Dara Rolins
- Rytmus
- Pavol Hammel
- Ján Lehotský
- Richard Müller
- Peter Cmorik
- Jana Kirschner
- Zuzana Smatanová
- Kristína
- Dežo Ursiny
- Vlasta Mudríková

### Film
- Deana Horváthová
- Juraj Herz
- Milan Lasica
- Július Satinský
- Vica Kerekes
- Táňa Pauhofová
- Zdena Studenková
- Božidara Turzonovová
- Ladislav Chudík
- Marián Labuda
- Vlado Müller
- Michal Dočolomanský
- Milan Kňažko
- Magda Vášáryová
- Emília Vášáryová
- Jozef Kroner
- Andrej Hryc
- Martin Huba
- Štefan Kvietik
- Juraj Kukura

### Politika
- Štefan Osuský
- Alois Indra
- Livia Klausová
- Andrej Babiš

### Věda
- Adam František Kollár